# Ole Anders Tandberg
Ole Anders Tandberg, född 11 april 1959, är en norsk regissör och scenograf.

## Biografi
Ole Anders Tandberg är utbildad vid Guildhall School of Music and Drama, London (skådespelare), Arkitekthögskolan i Oslo (arkitekt) och Dramatiska Institutet, Stockholm (regi). 
Tandberg har regisserat teater och opera, senast Lady Macbeth från Mtsenskdistrikten av Dmitrij Sjostakovitj vid Deutsche Oper Berlin.
På Kungliga Operan i Stockholm har han gjort flera Mozartoperor; La Nozze di Figaro, Don Giovanni, Trollflöjten och Così fan tutte och under senare år på Stockholms Stadsteater;  Shakespeares Othello och Kung Lear.
I Oslo har Tandberg regisserat för Den norske Opera og Ballett, Nationaltheatret, Det Norske Teatret och Torshovsteatret.

## Priser och utmärkelser
- 2017 – Svenska Dagbladets operapris (tillsammans med Henrik Dorsin)[4]

## Teater

### Regi (ej komplett)
| År   | Produktion                                                                          | Upphovsmän                                                        | Teater                     |
| ---- | ----------------------------------------------------------------------------------- | ----------------------------------------------------------------- | -------------------------- |
| 1995 | Peer Gynt                                                                           | Henrik Ibsen                                                      | Riksteatern                |
| 1996 | Macbeth                                                                             | William Shakespeare                                               | Riksteatern                |
| 1997 | Fuglane                                                                             | Tarjei Vesaas                                                     | Det Norske Teatret         |
| 1997 | Advent                                                                              | August Strindberg                                                 | Malmö Dramatiska Teater    |
| 1998 | Lille Eyolf & Co                                                                    |                                                                   | Torshovsteatret            |
| 1999 | Trollflöjten Die Zauberflöte                                                        | Wolfgang Amadeus Mozart och Emanuel Schikaneder                   | Göteborgsoperan            |
| 1999 | Ett Deilig Sted                                                                     | Kjell Askildsen                                                   | Nationaltheatret           |
| 2000 | Lang dags ferd mot natt Long Day's Journey into Night                               | Eugene O'Neill                                                    | Nationaltheatret           |
| 2001 | Kjæm æiller att!                                                                    | Alf Prøysen                                                       | Nationaltheatret           |
| 2001 | Brand                                                                               | Henrik Ibsen                                                      | Göteborgs stadsteater      |
| 2002 | Tre søstre Три сeстры, Tri sestry                                                   | Anton Tjechov                                                     | Nationaltheatret           |
| 2002 | Den brinnande ängeln Огненный ангел, Ognennij angel                                 | Sergej Prokofjev                                                  | Kungliga Operan            |
| 2003 | Alice i Underlandet Alice's Adventures in Wonderland                                | Lewis Carroll, Lucas Svensson och Ole Anders Tandberg             | Dramaten                   |
| 2004 | Hamlet                                                                              | William Shakespeare                                               | Uppsala stadsteater        |
| 2005 | Barnet och spökerierna Les Enfant et les Sortileges                                 | Maurice Ravel och Colette                                         | Kungliga Operan            |
| 2006 | Onda andar Бесы                                                                     | Fjodor Dostojevskij                                               | Stockholms stadsteater     |
| 2006 | Lulu                                                                                | Frank Wedekind                                                    | Dramaten                   |
| 2007 | Blottare och parasiter                                                              | Lucas Svensson                                                    | Dramaten                   |
| 2007 | Così fan tutte                                                                      | Wolfgang Amadeus Mozart och Lorenzo Da Ponte                      | Kungliga Operan            |
| 2008 | En vanlig dag i helvete                                                             | Tor Ulven                                                         | Nationaltheatret           |
| 2009 | En midtsommernattsdröm A Midsummer Night's Dream                                    | William Shakespeare                                               | Nationaltheatret           |
| 2009 | L'incoronazione di Poppea                                                           | Claudio Monteverdi och Giovanni Francesco Busenello               | Den Norske Opera & Ballett |
| 2010 | Figaros bröllop Le nozze di Figaro                                                  | Wolfgang Amadeus Mozart och Lorenzo Da Ponte                      | Kungliga Operan            |
| 2010 | Lille Eyolf                                                                         | Henrik Ibsen                                                      | Stockholms stadsteater     |
| 2010 | Byggmästare Solness                                                                 | Henrik Ibsen                                                      | Stockholms stadsteater     |
| 2010 | Rosmersholm                                                                         | Henrik Ibsen                                                      | Stockholms stadsteater     |
| 2011 | Jeppe på Berget Jeppe paa Bierget                                                   | Ludvig Holberg                                                    | Stockholms stadsteater     |
| 2012 | Trollflöjten Die Zauberflöte                                                        | Wolfgang Amadeus Mozart och Emanuel Schikaneder                   | Kungliga Operan            |
| 2012 | Ockulta Dagboken                                                                    | August Strindberg                                                 | Stockholms stadsteater     |
| 2012 | Il ritorno d'Ulisse                                                                 | Claudio Monteverdi och Giacomo Badoaro                            | Den Norske Opera & Ballett |
| 2013 | Jag är vinden Eg er vinden                                                          | Jon Fosse Översättning Marie Lundquist                            | Stockholms stadsteater     |
| 2013 | Livet er en liten dings                                                             | deLillos                                                          | Nationaltheatret           |
| 2013 | Kung Lear King Lear                                                                 | William Shakespeare                                               | Kulturhuset Stadsteatern   |
| 2014 | Don Giovanni                                                                        | Wolfgang Amadeus Mozart och Lorenzo Da Ponte                      | Kungliga Operan            |
| 2014 | Lady Macbeth fra Mtsensk Леди Макбет Мценского уезда, Ledi Makbet Mtsenskogo ujezda | Dmitrij Sjostakovitj och Alexander Preis                          | Den Norske Opera & Ballett |
| 2014 | Othello                                                                             | William Shakespeare Översättning Lars och Mats Huldén             | Kulturhuset Stadsteatern   |
| 2015 | Lady Macbeth fra Mtsensk Леди Макбет Мценского уезда, Ledi Makbet Mtsenskogo ujezda | Dmitrij Sjostakovitj och Alexander Preis                          | Deutsche Oper Berlin       |
| 2015 | Min Kamp                                                                            | Karl Ove Knausgård                                                | Kulturhuset Stadsteatern   |
| 2015 | La Bohéme                                                                           | Giacomo Puccini, Giuseppe Giacosa och Luigi Illica                | Opernhaus Zürich           |
| 2016 | Fåglarna Fuglane                                                                    | Tarjei Vesaas                                                     | Dramaten                   |
| 2016 | Leif                                                                                | Lucas Svensson                                                    | Kulturhuset Stadsteatern   |
| 2017 | Glada änkan Die lustige Witwe                                                       | Franz Lehár, Victor Léon och Leo Stein Bearbetning Henrik Dorsin  | Kungliga Operan            |
| 2022 | Undkom ensam/Tänk om om bara Escaped Alone/What If If Only                          | Caryl Churchill Översättning Jonas Brun respektive Erik Andersson | Kulturhuset Stadsteatern   |

### Scenografi (ej komplett)
| År   | Produktion                                          | Upphovsmän                                      | Regi                | Teater          |
| ---- | --------------------------------------------------- | ----------------------------------------------- | ------------------- | --------------- |
| 2002 | Den brinnande ängeln Огненный ангел, Ognennij angel | Sergej Prokofjev                                | Ole Anders Tandberg | Kungliga Operan |
| 2005 | Barnet och spökerierna Les Enfant et les Sortileges | Maurice Ravel och Colette                       | Ole Anders Tandberg | Kungliga Operan |
| 2005 | Lulu                                                | Frank Wedekind                                  | Ole Anders Tandberg | Dramaten        |
| 2007 | Così fan tutte                                      | Wolfgang Amadeus Mozart och Lorenzo Da Ponte    | Ole Anders Tandberg | Kungliga Operan |
| 2010 | Figaros bröllop Le nozze di Figaro                  | Wolfgang Amadeus Mozart och Lorenzo Da Ponte    | Ole Anders Tandberg | Kungliga Operan |
| 2012 | Trollflöjten Die Zauberflöte                        | Wolfgang Amadeus Mozart och Emanuel Schikaneder | Ole Anders Tandberg | Kungliga Operan |
| 2014 | Don Giovanni                                        | Wolfgang Amadeus Mozart och Lorenzo Da Ponte    | Ole Anders Tandberg | Kungliga Operan |

## Radioteater

### Regi (ej komplett)
| År   | Produktion                                   | Upphovsmän                                   |
| ---- | -------------------------------------------- | -------------------------------------------- |
| 2003 | Ett stort öde landskap Et stort øde landskap | Kjell Askildsen Översättning Urban Andersson |

## Filmografi
- 2008 – Ibsen rules! OK, Kortfilm

## Dramatiseringar
- Min kamp, Karl Ove Knausgård, Stockholm Stadsteater, 2015
- Livet er en liten dings, Lars Lillo Stenberg/deLillos  Nationaltheatret, 2013
- Ockulta Dagboken, August Strindberg, Stockholm stadsteater, 2012
- En vanlig dag i helvete, Tor Ulven,  Nationaltheatret, 2008
- Onda Andar, Fjodor Dostojevskij, Stockholm stadsteater, 2006
- Ett stort öde Landskap, Kjell Askildsen, Radioteatern, Sveriges Radio, 2003, Radioteateret NRK, 2004
- Alice i underlandet, Lewis Caroll, i samarbete med Lucas Svensson, Dramaten,  2003
- Kjæm æiller att, Alf Prøysen, Nationaltheatret, 2001
- Et deilig sted, Kjell Askildsen, Nationaltheatret, 1999
- Fuglane, Tarjej Vesaas, i samarbete med Nils Sletta, Det Norske Teatret, 1997, Trøndelag Teater 2010